# Heptagenia pulla
Heptagenia pulla is een haft uit de familie Heptageniidae. De wetenschappelijke naam van de soort is voor het eerst geldig gepubliceerd in 1913 door Clemens.
De soort komt voor in het Nearctisch gebied.